# Automotrices Mark 1
 (décembre 2021).
Si vous disposez d'ouvrages ou d'articles de référence ou si vous connaissez des sites web de qualité traitant du thème abordé ici, merci de compléter l'article en donnant les références utiles à sa vérifiabilité et en les liant à la section « Notes et références ».
Les automotrices Mark 1 font partie d'une grande variété d'unités multiples électriques destinées aux lignes électrifiées exploitées par   British Railways (plus tard British Rail). Les automotrices à courant alternatif fonctionnent avec un courant alternatif (CA) de 25 kV transmis par la caténaire. Lorsque le gabarit pour les câbles aériens étaient inférieurs à la norme (sur la ligne du Great Eastern et celle du London, Tilbury and Southend railway), une tension réduite de 6,25 kV courant alternatif a été utilisée. 
Sous la numérotation informatisée des British Railways les automotrices à courant alternatif et celles pouvant fonctionner avec les deux systèmes (alternatif et continu) se voyaient attribuer un numéro de classe entre 300 et 399. Les automotrices à courant continu utilisent du courant continu (DC) de 650 à 850 V fourni par troisième rail (sauf sur la "Woodhead route" du Great Eastern Railway qui employait du 1500 V continu fourni par caténaire. Dans le système de numérotation informatisée, toutes étaient numérotées entre 400 et 599.

## Courant alternatif et bi-courant
| Classe TOPS | Classe pré-TOPS | Nom ou information | Construction | Quantité (ensembles) | Mise à la retraite                           | Remarques                                                                             | Image | Mis au rebut |
| ----------- | --------------- | --- | ------------ | -------------------- | -------------------------------------------- | ------------------------------------------------------------------------------------- | ----- | ------------ |
| Classe 300  |                 | Automotrices postales jamais réalisées                                                                                                   |              |                      | Jamais construit                             | Conversation planifiée de la classe 307                                               |       |              |
|             | AM1             | 25 unités prototypes kV AC | 1952         | 4                    | 1966                                         |                                                                                       |       | ?            |
| Classe 302  | AM2             | London-Tilbury-Southend | 1958-1960    | 112                  | 1999                                         |                                                                                       |       | Environ 110  |
| Classe 303  | AM3             | Strathclyde. Egalement dans les services de la région métropolitaine de Manchester au cours des années 1980 et au début des années 1990. | 1959-1961    | 91                   | 1974-2002                                    | 75613 de l'unité 303013 est toujours utilisé par la police des transports britannique |       | 90           |
| Classe 304  | AM4             | Grand Manchester, Liverpool, Birmingham 1959 UEM                                                                                         | 1960         | 45                   | 1992-1996                                    |                                                                                       |       | Tout         |
| Classe 305  | AM5             | Chingford, Enfield 1959 UEM | 1959         | 71                   | 1992-2001                                    |                                                                                       |       | Tout         |
| Classe 307  | AM7             | Southend (banlieue extérieure) | 1954-1956    | 32                   | 1990-1993                                    | 43 ont survécu sous forme d'automotrices postales jusqu'en 2000                       |       | 31           |
| Classe 308  | AM8             | Lignes de la région de l'Est | 1959         | 45                   | 1983 (classe 308/2) 1992 (classe 308/2) 2001 |                                                                                       |       | 44           |
| Classe 309  | AM9             | Clacton Express. | 1962-1963    | 76                   | 1994-2000                                    |                                                                                       |       | Environ 74   |
| Classe 311  | AM11            | Strathclyde | 1967         | 19                   | 1990                                         |                                                                                       |       | 18           |

### Courant continu (région sud)
| Classe TOPS    | Classe SR     | Nom ou information | Image | Mis au rebut         |
| -------------- | ------------- | --- | ----- | -------------------- |
| Classe 410     | 4 Bep         | Version des Classe 411 munies d'un wagon-restaurant au lieu d'une remorque de seconde classe |       | Environ 114 au total |
| Classe 411     | 4-Cep         | |       | Environ 114 au total |
| Classe 412     | 4 Bep         | |       | Environ 114 au total |
| Classe 413     | 4-Cap         | 2 x 2Hap couplés en permanence |       | Tout                 |
| Classe 414     | 2-Hap         | |       | 207                  |
| Classe 415     | 4-EPB         | |       | ?                    |
| Classe 416     | 2-EPB         | |       | 121                  |
| Classe 418     | 2-Sap         | Unités 2Hap avec 1ère classe déclassée. |       | ?                    |
| Classe 419     | MLV           | Transport de courrier. Utilisées sur les relations Londres-Douvres / Folkestone avec des automotrices classe 410 / 411 / 412 |       | 2                    |
| Classe 420     | 4-Big         | |       | Environ 140 au total |
| Classe 421     | 4/3-Cig 3-Cop | |       | Environ 140 au total |
| Classe 422     | 4-Big 8-Dig   | Version des Classe 422 munies d'une voiture-bar au lieu d'une remorque de seconde classe. |       | Environ 140 au total |
| Classe 423     | 4-Vep 4-vop   | |       | Environ 188 au total |
| Classe 427     | 4-Veg         | Premier stock utilisé pour Gatwick Express |       | Environ 188 au total |
| Classe 430     | 4-Rep         | |       | ?                    |
| Classe 431     | 6-Rep         | |       | ?                    |
| Classe 432     | 4-Rep         | Rames issues en partie de la transformation de voitures Mark 1. Utilisées avec des rames classe 438. |       | ?                    |
| Classe 438     | 4-TC 3-TC     | Rames non motorisées, issues de la transformation de voitures Mark 1. Utilisées avec des automotrices classe 432. |       | 27                   |
| Classe 480     | 8-Vab         | |       | -                    |
| Classe 482 (I) | 8-Mig         | |       | -                    |
| Classe 489     | GLV           | Remorques-pilotes Gatwick Express Anciennes voitures Mark 1 utilisées avec des voitures Mark 2 transformées (classe 488). |       | 3                    |
| Classe 499 (I) | TLV           | Version non motorisée des Classe 419. Ces fourgons postaux étaient couplés à une Classe 419 et plusieurs rames Classe 410 / 411 / 412. L'absence de moteurs de traction était nécessaire afin de ne pas dépasser le nombre limite de moteurs par train. |       | ?                    |

### Autres automotrices à courant continu
Les automotrices numérotées à partir de 500 correspondent à divers modèles à courant continu  non originaires de la région Sud. Cet ensemble comprenait les lignes (troisième rail voire deux rails de contact latéraux) dans le nord de Londres, Manchester   et le Merseyside ainsi que les lignes [Quoi ?] du Grand Manchester. 
| Classe     | Info                                      | Image | Retiré | Remarques                                                               | Mis au rebut |
| ---------- | ----------------------------------------- | ----- | ------ | ----------------------------------------------------------------------- | ------------ |
| Classe 501 | Stock nord de Londres                     |       | 1985   | 650 V troisième et quatrième rail                                       | 56           |
| Classe 502 | Stock de Liverpool - Southport / Ormskirk |       | 1980   | 650 V troisième rail                                                    | 150          |
| Classe 503 | Mersey - stock de Wirral                  |       | 1985   | 650 V troisième rail                                                    | 44           |
| Classe 504 | Manchester - Bury stock                   |       | 1991   | 1.2 Troisième rail à contact latéral kV <br/> (Unique sur le réseau BR) | 25           |
| Classe 505 | Action de Manchester- Altrincham          |       | 1971   | 1,5 kV caténaire                                                        | ?            |
| Classe 506 | Stock de Manchester- Hadfield / Glossop   |       | 1984   | 1,5 kV caténaire                                                        | Environ 7    |